# Charles Cochon de Lapparent
Pour les articles homonymes, voir Cochon (homonymie).
Pour les autres membres de la famille, voir Lapparent.
Charles Cochon de Lapparent, né le 24 janvier 1750 à Champdeniers (province du Poitou, actuel département des Deux-Sèvres), mort le 17 juillet 1825 à Poitiers, est un homme politique de la Révolution française, du Consulat et du Premier Empire. 
Représentant du tiers-état lors des États-généraux de 1789 puis député des Deux-Sèvres à la Convention nationale où il vote la mort de Louis XVI, Charles Cochon de Lapparent est ministre de la Police générale sous la première moitié du Directoire. Incarcéré après le coup d'état du 18 fructidor an V, il est amnistié par Napoléon Bonaparte, et est nommé préfet sous le Consulat. Condamné à l'exil à la Restauration en 1815, il est autorisé à rentré en France après une année de bannissement.

## Biographie

### Famille et débuts
Charles Cochon de Lapparent est le fils de Charles Cochon, seigneur de Lapparent et autres lieux, avocat au parlement, sénéchal de Champdeniers et juge de paix, et de Marie-Françoise Ragonneau. Les Cochon sont originaires de La Rochelle ; c’est une famille de négociants et de médecins, à l’origine convertis au protestantisme, qui possède des terres. La branche aînée de la famille est anoblie en 1753. 
Dans sa jeunesse Charles Cochon de Lapparent est appelé « Cochon de Verdun », du nom d’une propriété de sa famille.
Il entre dans la magistrature, et est conseiller au présidial de Fontenay-le-Comte au moment de la Révolution.

### Élection aux États généraux et mandat à l'Assemblée constituante

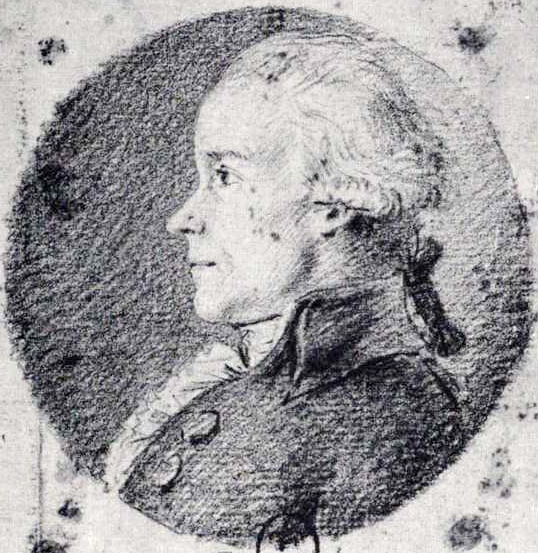
Charles Cochon de Lapparent

Lors des États-généraux de 1789, Cochon de Lapparent est élu représentant suppléant du tiers-état, le deuxième sur quatre, de la sénéchaussée de Poitou. Il est admis à siéger en juin à la faveur de la démission de Louis-Jacques d'Abbaye. Il prête le serment du Jeu de Paume. En avril 1790, il est membre du Comité des Recherches. En février 1791, il est secrétaire aux côtés de Salle et de Hébrard sous la présidence de Noailles.  
Parallèlement à son mandat, Cochon de Lapparent fréquente le club des Jacobins. Il s'en détache entre juillet et octobre 1791, fréquentant le club des Feuillants.      
À la fin de son mandat, il devient président du tribunal criminel des Deux-Sèvres. Il adhère à la Société des Jacobins locale et reçoit Dumouriez. 

### Mandat à la Convention
En septembre 1792, Cochon de Lapparent est élu député des Deux-Sèvres, le septième et dernier, à la Convention nationale. Il est élu suppléant au Comité de Sûreté générale en octobre. 
Il siège sur les bancs de la Plaine. Lors du procès de Louis XVI, il vote la mort, rejette l'appel au peuple et le sursis. Il ne participe ni à la mise en accusation de Marat ni au rétablissement de la Commission des Douze, étant envoyé en mission. 
Cochon, qui a dénoncé la défection de Dumouriez, est envoyé en mission à l'armée du Nord à la place de Camus et des autres conventionnels livrés par Dumouriez aux Autrichiens. Il ne peut atteindre le quartier général de l'armée, mais évite que les soldats se rendent à l’ennemi, et s’enferme avec eux dans Valenciennes. Il participe à la défense de la ville contre les coalisés, mais est obligé d'en sortir avec la garnison, le 1er août 1793, après la capitulation. Il se justifie devant la Convention en jetant sur les troupes de ligne des soupçons défavorables, mais défend le général Becays Ferrand lorsque celui-ci est accusé d'avoir livré Valenciennes. Pour Cochon, la défaite est due à l’attitude des habitants et des troupes de ligne, tandis que les volontaires républicains s'étaient couverts de gloire.
Cochon vient de nouveau prendre place à la Convention nationale : il louvoie entre les partis jusqu'au 9 Thermidor, où ce montagnard participe à la chute de Robespierre. Il entre ensuite au comité de salut public en septembre 1794 où il siège de 1794 à 1795, puis est secrétaire de la Convention nationale. Il fait nommer[Information douteuse] pour chefs aux armées de Brest, des Alpes, de l'Ouest, les généraux Moulin, Dumas et Canclaux,. 
Il est chargé (janvier 1795) d'une nouvelle mission à l'armée du Nord, qu'il suit à la conquête de la Hollande. Selon Beauchet-Filleau, il prend une certaine part au traité de paix, et sauve la vie de 90 émigrés prisonniers.

« Fin, remuant, fureteur, et très ambitieux, dans la Convention il taxait de modérantisme les avis sages. »

— Louis-Marie de La Révellière-Lépeaux

### Ministre de la Police générale
Le 11 vendémiaire an IV (3 octobre 1795), le département des Deux-Sèvres l'envoie au Conseil des Anciens, où il combat les « déclamations démagogiques », qui effrayent les industriels et les capitalistes.
Après l'avènement du Directoire, Charles Cochon de Lapparent est nommé le 14 germinal an IV (3 avril 1796) au poste de ministre de la Police générale, en remplacement de Merlin de Douai. Dans ce poste, qu'il occupa jusqu'au 28 messidor an V (16 juillet 1797), il rétablit l'ordre et la surveillance sur les mêmes principes que sous le gouvernement royal, et cette mesure lui attire la haine des démagogues, les sarcasmes amers et les injures des journaux. Ce sont les services de Cochon qui découvrent la conjuration des Égaux, menée par Gracchus Babeuf ; c'est lui qui fait arrêter les conspirateurs, et lutte dans le même temps contre les menées monarchiques de La Villeheurnois et de Brottier. 
Accusé par Tallien d'avoir établi « une police royaliste secrète », et d'employer les contre-révolutionnaires Batz et Dossonville, il assure faire rechercher le baron de Batz, et défend Dossonville. Cochon oppose également à Talien sa propre conduite dans l'affaire Babeuf. D'après le système de contrepoids qu'adoptent les dirigeants principaux du Directoire, Cochon est l'homme qui lui convient le mieux pour comprimer à la fois les royalistes et les jacobins, nombre de ces derniers s'étant mêlés à Babeuf.

#### Affaire du camp de Grenelle
Les 9-10 septembre 1796, les services de Cochon mettent en échec une tentative d’insurrection militaire au camp de Grenelle. Une vingtaine de personnes sont tuées, 132 arrêtées, dont 33 fusillées. Quatre mois après, le 10 janvier 1797, Cochon dénonce La Villeheurnois, l'abbé André-Charles Brotier et Duverne de Presle en tant qu'agents royalistes.
Cette efficacité fait qu’il obtient le 24 mai 1797 un certain nombre de voix pour la place vacante de Directeur. Cependant, le ministre de la police se voit compromis lorsque l'on voit dans les notes prises par les conspirateurs qu'ils comptent sur lui, estimant pouvoir lui laisser son poste en cas de réussite,. 
Cochon, dans son rapport, qualifie cette préférence de distinction odieuse, et ne manque pas de rappeler « qu'il a voté la mort de Louis XVI ». Les Jacobins, qui le craignent, renouvellent en vain leurs attaques contre Cochon, en l'accusant de favoriser secrètement les émigrés, d'être d'intelligence avec les royalistes et avec le parti qui domine dans les conseils. Le 27 juin, le ministre fait un rapport contre les prêtres déportés et revenus comme étant corrupteurs de l'esprit public. Malgré toutes ses preuves de républicanisme, le Directoire le soupçonne de seconder les Conseils. Il est également accusé d'avoir favorisé Gracchus Babeuf en dissimulant des pièces compromettantes. 
Madame de Staël, qui a alors acquis une grande influence et qui tient le fil de toutes les intrigues, parvient à le faire écarter du ministère. Le Directoire lui donne, pour successeur au ministère de la police, Lenoir-Laroche. Après le coup d’État du 18 fructidor an V (4 septembre 1797), Charles Cochon de Lapparent est porté sur la liste des députés proscrits. Il parvint pendant 10 mois à se dérober aux recherches, mais, ayant été découvert, il est arrêté et conduit et interné à l'île d'Oléron. 
Il en sort après le coup d'État du 18 Brumaire (5 novembre 1799), époque où le Directoire est remplacé par le Consulat.

### Comblé d’honneurs durant l’Empire
Le 11 ventôse an VIII (2 mars 1800), le Premier consul le nomme 1er préfet de la Vienne. Charles Cochon de Lapparent rédige en 1802 la Description générale du département de la Vienne, une étude statistique du territoire.
Préfet des Deux-Nèthes (10 thermidor an XIII (29 juillet 1805)), puis membre du Sénat conservateur (29 mars 1809), il en devient le secrétaire le 20 décembre 1812. Membre de la Légion d'honneur (25 prairial an XII (14 juin 1804)), il est créé chevalier de l'Empire (10 septembre 1808), puis comte de l'Empire (28 mai 1809), et fait officier de la Légion d'honneur (30 juin 1811).
Il passe, à partir de 1809, l'été à Vigneux-sur-Seine dans le château qui abritera plus tard le jeune ménage Daudet[pertinence contestée].
En décembre 1813, il est envoyé, à titre de commissaire extraordinaire pour organiser la défense du pays, dans la 20e division militaire (Périgueux),.
Membre de la commission de la liberté de la presse, membre du Grand conseil d'administration du Sénat conservateur, Cochon, malgré sa fidélité à l’empereur, soutient, en avril 1814, comme la plupart de ses collègues le rétablissement des Bourbons et adhère à l’acte de déchéance voté par le Sénat. Au retour du roi, Charles Cochon de Lapparent se retire dans son château de Vigneux-sur-Seine. Pendant les Cent-Jours, Napoléon le nomme préfet de la Seine-Inférieure (17 mai 1815). À la seconde abdication, Charles Cochon de Lapparent proclame dans son département, le 25 juin 1815, Napoléon II, et invite ses administrés à ne pas reconnaître d'autre souverain.

### Fin de sa vie
La seconde Restauration le prive logiquement de ses fonctions, et la loi du 12 janvier 1816 contre les conventionnels régicides l’oblige à quitter la France (selon Beauchet-Filleau, Louis XVIII, qui l'appréciait, aurait souhaité faire une exception à son sujet). Il fixe son domicile à Liège, puis à Louvain, mais peut rentrer en France en 1819 grâce à une autorisation ministérielle. Il meurt le 17 juillet 1825, 16 rue des Trois Piliers, dans sa maison de Poitiers, âgé de 75 ans,.
En 1825, le tribunal de première instance de Poitiers Catineau, propriétaire du Journal de Poitiers, à trois mois de prison et 3 000 francs d'amende, pour avoir publié dans son journal la notice nécrologique de Cochon de Lapparent, rédigée par un de ses fils et faisant l'éloge de sa vie. Le procureur général Mangin ayant fait appel, la cour royale de Poitiers confirme la décision du tribunal de première instance le 24 août 1825. Le pourvoi en cassation de Catineau est ensuite rejeté le 15 octobre de la même année, considérant que les écrits de Catineau propagent des « doctrines subversives de l'ordre social ».

## Union et postérité
Charles se marie le 20 avril 1774 à Fontenay-le-Comte avec Anne Henriette Félicité Quéré (1753-1823), fille d’un procureur de la ville de Fontenay-le-Comte et a cinq enfants, dont :
- Emmanuel Cochon (né à Fontenay-le-Comte en 1777 - décédé en 1870) polytechnicien, préfet du Cher de 1830 à 1840, confirmé dans le titre de 2e comte de Lapparent[24], père de :
  - Charles Cochon, 3e comte de Lapparent, né en 1804, maire d'Issoudun[24] ;
  - Henri Cochon de Lapparent, né en 1807, directeur des constructions navale, commandeur de la Légion d'honneur[24], dont :
    - Henri Cochon de Lapparent (1840-1910), haut fonctionnaire français

  - Félix-Rémy Cochon de Lapparent, né en 1809, commandant du génie, officier de la Légion d'honneur[24], dont :
    - Albert-Auguste Cochon de Lapparent (1839-1908), géologue français, dont :
    - Jacques Cochon de Lapparent (1883-1948), professeur de minéralogie et de pétrographie, membre correspondant de l'Académie des sciences, dont :
      - Hubert Cochon de Lapparent (1919-2021), acteur français

    - un fils, dont :   
      - Albert-Félix de Lapparent (1905-1975), paléontologue français.

    - Marie-Paul Cochon de Lapparent (1869-1946), artiste peintre, dessinateur, essayiste et historien d'art

Emmanuel-Arthur Bucheron (1834-1902), journaliste connu sous le nom de plume de Saint-Genest, fut un arrière-petit-fils de Charles Cochon de Lapparent.

## Titres
- Chevalier Cochon de Lapparent et de l'Empire (lettres patentes du 10 septembre 1808, Saint-Cloud) ;
- Comte Cochon de l'Apparent et de l'Empire (lettres patentes du 28 mai 1809, Ebersdorf) ;

## Distinctions
- Légion d'honneur[27] : 
  - Légionnaire (25 prairial an XII (14 juin 1804) puis,
  - Officier de la Légion d'honneur (30 juin 1811).

## Armoiries
| Figure | Blasonnement |
|        | Armes de la famille Cochon de Lapparent D'or, au chevron de gueules, surmonté de 3 hures de sanglier de sable. Armes parlantes (sanglier⇒cochon). |
|        | Armes du chevalier Cochon de Lapparent et de l'Empire D'or, au chevron de gueules du tiers de l'écu, chargé du signe des chevaliers accompagné de trois têtes de sanglier de sable. - Livrées : les couleurs de l'écu.                                                 |
|        | Armes du comte Cochon de l'Apparent et de l'Empire D'or au chevron de gueules, chargé au sommet de la croix de la Légion d'honneur d'argent et accompagné de trois hures de sanglier de sable, franc-quartier des comtes sénateurs. - Livrées : les couleurs de l'écu. |